# 리카르도 오소리오
리카르도 오소리오 멘도사(스페인어: Ricardo Osorio Mendoza, 1980년 3월 30일 ~ )는 멕시코의 전 축구 선수로서, 포지션은 풀백이다.

## 축구인 경력

### 선수 경력
2000년 크루스 아술의 하위 구단인 크루스 아술 이달고에 입단하며 프로 무대에 데뷔하였다. 2001년 크루스 아술에 입단한 후 1부 리그에서 활약하기 시작하였고 남아공 월드컵에서의 활약을 바탕으로 대표팀 동료 파벨 파르도와 함께 VfB 슈투트가르트에 입단하였다. 슈투트가르트에서의 4시즌 간 73경기에 출전하였고 2006-07 시즌엔 리그 우승을 일궈내기도 하였다.
2010년 7월 5일 CF 몬테레이로 이적하며 고국으로 복귀하였다. 이적 후 맞은 첫 시즌인 2010-11 시즌 주전 선수로 활약하며 팀을 CONCACAF 챔피언스리그 우승으로 이끌었다.